# Transport League
Transport League ist eine schwedische Metal-Band aus Partille, die im Jahr 1994 gegründet wurde, sich 2005 auflöste und 2009 wieder zusammenfand.

## Geschichte
Die Band wurde gegen Ende des Jahres 1994 von Gitarrist und Sänger Tony Jelencovich (Icon in Me, Mnemic) als Nebenprojekt zu seiner damaligen Band B-Thong gegründet. Im Jahr 1995 folgte mit Stallion Showcase das Debütalbum, wobei hierauf neben Jelencovich Bassist Johan Reivén und Schlagzeuger Lars Häglund zu hören waren. Gegen Ende des Jahres 1996 ging die Band auf Tour durch Skandinavien. Auf dem 1997er Album Superevil hatte sich die Besetzung wieder geändert, sodass neben Jelencovich Peter Hunyadi als zweiter Gitarrist, Ken Sandin als Bassist und Mattias Starander als Schlagzeuger fungierten. Mit dieser Besetzung folgten diverse Touren und das dritte Album Satanic Panic im Jahr 2000. Danach veränderte sich die Besetzung erneut. So saß zwischenzeitlich Patrik Sten am Schlagzeug, der nach aufwändiger Suche für passend befunden worden war, aber letztlich doch nicht blieb. Auf dem Album Multiple Organ Harvest aus dem Jahr 2003 bestand die Band neben Jelencovich aus Schlagzeuger Stefan „Stipen“ Carlsson und Gitarrist Adam Magnusson. Im Jahr 2005 löste sich die Band vorerst auf, damit sich Jelencovich anderen Projekten widmen konnte. Eines seiner Anliegen war auch, den Jugendlichen in Göteborg die Möglichkeit zu bieten, auf harte Metal-Musik „abgehen“ zu können, weshalb er regelmäßig einen Club mietete, wo dann nur solche Musik aufgelegt wurde.
Im Jahr 2009 fand die Band wieder zusammen. Nach einigen Auftritten begab sie sich mit Produzent Roberto Laghi (In Flames, Sonic Syndicate, Mustasch), mit dem die Gruppe bereits bei den vorherigen drei Alben zusammengearbeitet hatte, ins Studio, um das Album Boogie From Hell aufzunehmen. Das Album erschien im Jahr 2013 in Eigenveröffentlichung.

## Stil
Die Musik wurde klanglich stark durch Gruppen wie Kyuss, Fu Manchu, Led Zeppelin, Pantera, Sepultura und Machine Head beeinflusst. Jelencovich gibt Gruppen wie Clutch, Pro-Pain und Danzig als seine Haupteinflüsse an. Die Musik hat einen aggressiven Klang, wobei das Spiel der Instrumente technisch anspruchsvoll ist.

## Diskografie

### Alben
- 1995: Stallion Showcase (Mascot Records)
- 1997: Superevil (Mascot Records)
- 2000: Satanic Panic (Pavement Music)
- 2003: Multiple Organ Harvest (Seamiew Records)
- 2013: Boogie from Hell (Eigenveröffentlichung)
- 2015: Napalm Bats & Suicide Dogs (Metalville, Rough Trade)
- 2017: Twist and Shout at the Devil (Rodeostar)
- 2019: A Million Volt Scream (Mighty Music)
- 2021: Kaiserschnitt (Rodeostar)
- 2024: We Are Satans People (Black Lodge Records)

### Sonstige
- 2003: Grand Amputation (EP, Crash Music)
- 2003: Disconnect Massconnect (Single, Seamiew Records)
- 2011: Speedhead (Single, Record Union Records)
- 2014: A Diezel Smelling Aftershock (EP, Hoffa Communications)